# 60 Andromedae
b Andromedae
Désignations
60 Andromedae (en abrégé 60 And) est une étoile multiple de la constellation boréale d'Andromède, localisée à l'est-nord-est de Gamma Andromedae. Elle porte également la désignation de Bayer de b Andromedae, 60 Andromedae étant sa désignation de Flamsteed. Elle est visible à l'œil nu et sa magnitude apparente combinée est de 4,82. D'après les mesures de sa parallaxe annuelle réalisée par le satellite Hipparcos, le système est distant d'environ ∼ 530 a.l. (∼ 162 pc) de la Terre.
Le système de 60 Andromedae possède trois composantes connues. L'étoile primaire, 60 Andromedae A, est une étoile géante de type spectral K3,5 III Ba0,4. Le suffixe « Ba0,4 » signifie que son spectre montre une surabondance en baryum ionisé une fois, ce qui en fait une étoile à baryum. Elle est environ deux fois plus massive que le Soleil et sa température de surface est de 4 052 K.
Elle forme une binaire spectroscopique avec l'étoile secondaire, 60 Andromedae B, qui est probablement une naine blanche. Elle orbite selon une période de 748,2 jours et avec une excentricité de 0,34. Sa masse est équivalente à la moitié de celle du Soleil. Il existe une troisième composante à une séparation angulaire de 0,22 seconde d'arc.